# 배터리식 전기버스

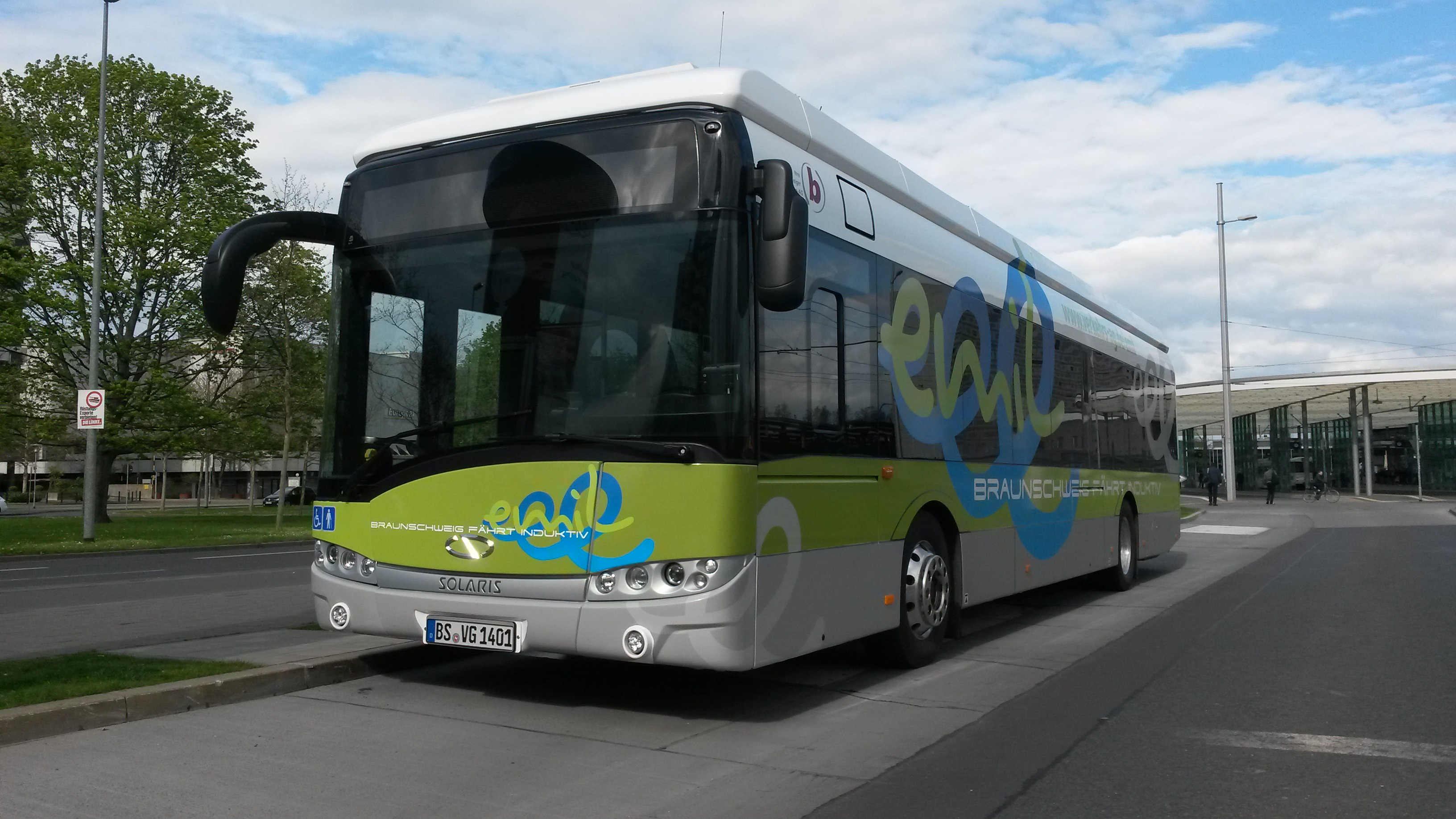

배터리식 전기버스(영어: Battery electric bus)는 전기모터로 구동되고 온보드 배터리에서 에너지를 얻는 전기버스의 한 종류이다. 많은 트롤리버스는 배터리를 보조 또는 비상 전원으로 사용한다.
배터리식 전기버스는 기존 버스에 비해 무공해, 조용한 작동 및 더 나은 가속을 제공한다. 또한 지속적인 그리드 연결에 필요한 인프라를 제거하고 트롤리 버스와 달리 인프라 변경없이 경로를 수정할 수 있다. 일반적으로 제동 에너지를 회수하여 회생 제동을 통해 효율성을 높인다. 에너지 소비량이 약 1.2 kW·h/km (4.3 MJ/km; 1.9 kW·h/mi)이므로 소유 비용이 디젤 버스보다 저렴하다.
2016년 현재 배터리식 전기버스는 주행 거리가 적고 무게가 높으며 조달 비용이 높다. 가공선의 감소된 인프라는 배터리 재충전을 위한 인프라 비용으로 부분적으로 상쇄된다. 배터리 버스는 장거리 운송보다는 거의 도시 지역에서만 사용된다. 도시 교통은 충전 기회 사이의 간격이 비교적 짧다. 일반적으로 유도 또는 전차선에 의해 4~5분 (250 to 450 kW [340 to 600 hp]) 이내에 충분한 재충전이 가능하다.
NREL은 2018년 미국 현지의 전기 버스 차량과 디젤 버스 차량의 마일 당 총 운영 비용이 거의 동일하다는 사실을 발견했다.

## 역사
런던 일렉트로버스 컴퍼니는 1907년 7월 15일 런던의 빅토리아 역과 리버풀 스트리트 사이에서 최초의 배터리 전기 버스 서비스를 운영하였다.
최초의 배터리식 전기버스는 대부분 소형, 미니 또는 미디버스였다. 2010년경부터 배터리 기술이 향상되면서 12.2-미터 (40 ft) 표준 버스 및 굴절버스와 같은 더 무거운 장치를 포함한 배터리식 전기버스가 등장했다. 중국은 현대식 배터리식 전기 버스를 대규모로 도입한 최초의 국가이다. 2009년 상하이 전차선 버스 노선이 배터리 버스로 전환되기 시작했다.2010년 9월 중국의 자동차 생산회사인 비야디 자동차는 가장 인기있는 전기버스 중 하나인 비야디 K9을 생산하기 시작했다.
전기 버스에 막대한 투자를 한 최초의 도시는 중국 심천이었다. 이 도시는 완전한 전기 차량을 보유하기 위해 2011년 비야디 자동차에서 만든 전기 버스를 출시하기 시작했다. 2017년까지 선전의 16,300대가 넘는 버스 전체가 전기 버스로 대체되었다. 이는 전 세계 모든 도시에서 가장 큰 전기 버스이다.
블룸버그에 따르면 중국은 2017년 전 세계 도로에 38만 5천대의 전기버스 중 약 99%를 보유했으며 이는 중국의 버스 차량 17%를 차지했다. 중국은 매주 1900대의 전기 버스를 출고하고 있다.

## 충전
전기버스 배터리 충전은 디젤 엔진에 연료를 보급하는 것만큼 간단하지 않다. 충전 프로세스를 최적으로 사용하는 동시에 적절한 배터리 유지 관리 및 보관을 보장하려면 특별한 주의, 모니터링 및 일정이 필요하다. 일부 운영자는 추가 버스를 구입하여 이러한 문제를 관리한다. 이렇게 하면 밤에만 충전 할 수 있다. 안전한 솔루션이지만 비용이 많이 들고 확장 가능하지 않다.
또 다른 솔루션은 차량 일일 일정에 충전 필요성도 고려하여 전체 일정을 가능한 한 최적에 가깝게 유지하는 것이다.
현재의 버스 사업자가 전기버스 충전 일정을 관리 할 수 있도록 돕는 다양한 소프트웨어 회사가 있다. 이러한 솔루션은 버스가 계획되지 않은 버스 정류장이나 승객의 불편없이 안전하게 계속 운행되도록 한다.
[
슈퍼 커패시터는 빠르게 충전 할 수 있으므로 작동 재개 준비에 필요한 시간을 줄일 수 있다.
충전기와 전기버스 간의 통신을 위해 전기 자동차 충전과 동일한 ISO 15118 프로토콜이 사용된다. 유일한 차이점은 충전 전력, 전압 및 커플러이다.
팬터그래프 및 언더 바디 컬렉터를 버스 정류장에 통합하여 전기버스 재충전을 가속화 할 수 있으므로 버스에서 더 작은 배터리를 사용할 수 있어 초기 투자 및 후속 비용을 줄일 수 있다.

## 마일 당 총 운영 비용
NREL은 다양한 상업 운영자의 무공해 버스 평가 결과 및 마일 당 총 운영 비용을 다음과 같이 발표했다. County Connection에서 2017년 6월부터 2018년 5월까지 8대 차량 디젤 버스 차량의 경우 마일 당 총 운영 비용은 0.84 달러였다. 4대의 전기버스의 경우 $1.11,롱 비치 트랜짓 (Long Beach Transit)과 함께 2018년 10대듸 전기 버스 차량에 0.85 달러, 2018년에는 Foothill Transit과 함께 12대의 전기 버스 차량에 0.84 달러를 지불했다.

## 도입 국가
- 2011년 Wiesbaden의 버스 메이커인 Contrac Cobus Industries는 Cobus 2500e를 발표했다.
- 2012년 가을, 체코의 버스 메이커인 Inmod는 8-미터-long (26 ft) 길이 (26ft) 차량에 22개의 좌석, 35개의 서 있는 장소 및 하루에 160–170 킬로미터 (99–106 mi) 범위, 최대 220–260 km (140–160 mi)까지 연장할 수 있다. 버스는 급속 충전기로 하루에 두 번 1시간 동안 충전된다. 최대 속도는80 km/h (50 mph)이다.[11]
- 2012년부터 2A 및 3A 버스 노선의 Wiener Linien은 전기 버스를 사용한다. 짧은 전차선 조각에 적용되는 팬터그래프를 통해 최종 사용자에게 청구된다. 이들은 전차 전차선에 의해 공급된다. 차량의 범위는 약 150 킬로미터 (93 mi)이다.
- 2013년 5월 스위스 제네바의 공항과 팔 렉스 포 사이에 배터리식 전기버스가 운행을 시작하였다. 이 버스는 15초 이내에 부분적으로 충전 될 수 있다. 라인 끝에서 충전 프로세스는 3~4분 정도 걸린다. 프로젝트 비용은 5백만 프랑이었다.[12]
- Regional Transport Ruhr-Lippe GmbH (RLG) (독일)는 2013년 5월에 Quartierbus로 전기 미디 버스를 운행하기 시작했다. 차량 범위는 약 120km (75 마일)이다. 완전히 방전된 상태에서 재충전하는 데 약 3시간이 걸린다. 충전은 점심 시간에 1.5시간 이상 소모된다.
- 2013년에 배터리 버스가 네덜란드에서 운행을 시작했다.
- 2013년 독일에서는 브레멘과 본에서 배터리 버스가 테스트를 거쳤다.
- 가장 큰 배터리식 전기버스는 중국 다롄에 있다. 여기에는 600대의 비야디 자동차의 버스 차종이 포함되어 있다. 추가 600대의 차량을 2015년에 구매할 계획이었다.
- 2015년 비야디 자동차는 최초의 배터리 2층 버스를 출시할 계획이었다.[13]
- Braunschweig에서 배터리 버스는 2013년 말에 정기 운행에 들어갔다. "Emil"(유도 부하의 전기 이동 수단) 프로젝트는 유도 충전을 사용한다.[14][15]차량과 충전소 모두 Bombardier와 함께 개발하였다.
- 2013년 대한민국 구미시에서는 주행 중 유도 충전이 가능하도록 도로 구간이 수정되었다. 이 기술은 두 대의 전기 버스로 시범 운행되었다.[16]
- 캘리포니아에서는 운영 비용이 현저히 낮아 2013년 10월 말부터 배터리식 스쿨 버스가 사용된다.[17]함부르크에서 Rampini 배터리 버스는 2014년에 48번 노선에 투입되었다.[18][19]
- Dresdner Verkehrsbetriebe는 Fraunhofer 교통 및 인프라 시스템 연구소와 함께 2014년 11월 3일에 배터리 버스 운행 테스트를 시작했다. 2015년 6월 17일, Saxony의 첫 번째 노선에 투입되었다. 마지막 정류장에서 4분 동안 정지하면 승객실을 예열할 수 있는 고전력 충전기로 충분한 충전이 가능하다.
- 뮌헨 대중교통 회사는 2008년에 배터리 버스를 시범 운행하였다. Ebusco 차량을 사용한 실험은 인산 철 리튬 배터리를 사용하여 300 km (190 mi) 범위에 도달 할 것으로 예상되었다. 2015년 9월에 4대의 배터리식 전기버스가 베를린에서 운행을 시작했다. 솔라리스 Urbino 12는 마지막 정류장에서 유도로 충전된다.[20][21]
- Pinneberg에서 시범 운영은 2014년에 시작되었다.[22]
- 2015년 7월 Schleswig-Holstein Rendsburg는 200km (120 마일) 범위의 Sileo 배터리 버스를 450,000유로에 구입했다. 운행 중에는 요금이 부과되지 않으며 반나절 동안 운행할 수 있다. 버스는 옥상 태양광 시스템에서 충전된다.
- 본 테스트는 2013년에 들어갔다. 범위는 최소 200 km (120 mi))이다.
- 루마니아의 Botosani는 대중교통이 완전히 전기적으로 작동하도록 계획했다.[23]
- 2015년 10월 2층 버스는 범위가 250 km (160 mi)인 비야디 자동차의 전기로 전환되었다. 배터리식 전기버스에 대한 런던의 중심 도시 통행료는 면제된다.
- 2015년에 비야디 자동차는 전세계적으로 6,000대의 버스 판매를 목표로 하였다.[24] 비야디 자동차는 전기 자동차 판매 분야의 세계적인 선두 기업이다.[25]
- 캘리포니아 교통부는 AVTA (Antelope Valley Transit Authority)와 계약하여 버스를 최소 160 마일 (260 km) 범위의 85 비야디 자동차의 배터리식 전기버스로 전환했다. 각각의 모델에는 40-피트 (12.19 m)저층 대중 교통 버스, 60-피트 (18.29 m) 저층 관절형 버스 및 45-피트 (13.72 m) 통근 버스가 포함된다. 절감액은 버스 당 연간 $46,000 (41,300 유로)가 될 것으로 예상되었다.[26][27]
- 2017년에 메트로폴리탄 트랜스포테이션 오소리티는 5대의 New Flyer Xcelsior XE40 CHARGE 버스 (Quill Depot에서 운영)와 5대의 Proterra Catalyst BE40 버스 Grand Av Depot으로 배터리식 전기 버스 시범 운행을 시작했다. 2020년에 계약이 체결될 것으로 예상되었지만 코로나19 범유행으로 인해 2021년으로 연기되었다.
- 2019년에 MTA는 Quill Depot에서 운행하는 15대의 뉴 플라이어 Xcelsior XE60 CHARGE 버스인 첫 번째 전기버스를 주문했다.
- 2018년에 콜롬비아 교통은 기존의 디젤 노바 버스 LFS 버스 차량을 백업 업무에 맡기고 6대의 뉴 플라이어 Xcelsior XE40 CHARGE 버스로 교체하였다.
- 2021년 이란에서 Karsan Electric Bus Manufacturing Company에서 SHETAB이라는 브랜드 이름으로 제조한 최초의 전기 버스를 개발하였다.[28][29]

## 같이 보기
- 전기버스
- 트롤리버스